# Montreuil-au-Houlme
Montreuil-au-Houlme (mɔ̃.tʁœ.j‿o.ulmⓘ) es una población y comuna francesa, situada en la región de Baja Normandía, departamento de Orne, en el distrito de Argentan y cantón de Briouze.

## Demografía
| 180 | 147 | 109 | 103 | 104 | 110 |
| Para los censos de 1962 a 1999 la población legal corresponde a la población sin duplicidades (Fuente: INSEE [Consultar]) |     |     |     |     |     |